# Xysticus semicarinatus
Xysticus semicarinatus är en spindelart som beskrevs av Simon 1932. Xysticus semicarinatus ingår i släktet Xysticus och familjen krabbspindlar. Inga underarter finns listade i Catalogue of Life.